# Greveníti
Greveníti (Greveniti) är en ort i Grekland.   Den ligger i prefekturen Nomós Ioannínon och regionen Epirus, i den nordvästra delen av landet, 300 km nordväst om huvudstaden Aten. Greveníti ligger 1 330 meter över havet och antalet invånare är 193.
Terrängen runt Greveníti är huvudsakligen kuperad, men norrut är den bergig. Runt Greveníti är det glesbefolkat, med 16 invånare per kvadratkilometer. Närmaste större samhälle är Metsovo, 15,8 km öster om Greveníti. Omgivningarna runt Greveníti är en mosaik av jordbruksmark och naturlig växtlighet.